# Свято-Успенська церква (Дорогобуж)
Свято-Успенська церква розташована у селі Дорогобуж Горбаківської сільради Гощанського району Рівненської області. Церква вважається найдавнішою збереженою спорудою Рівненщини і вона занесена до Реєстру пам'яток України національного значення за охоронним номером 1491/0 (ID 56-212-0110).
Ікона Пресвятої Богородиці була передана з церкви 1984 для реставрації до Львівського реставраційного центру, в час чого її датували ХІІІ-початком XIV ст. Ікона Богородиці Одигітрії була передана до Рівненського обласного краєзнавчого музею як одна з найдавніших збережених ікон України.

## Історія
Дрогобуж був одним з найдавніших міст і вперше був згаданий у літописі 1084 після заволодіння містом князем Давидом Ігоровичем.
«В се же лето…Всеволод же посла по Давида и приведе его к себе і вдасть ему Дорогобуж»
З цього періоду розпочалась історія удільного Дорогобузького князівства, яке у ХІІ ст. стало занепадати і князі перебрались до Пересопниці. На цей час у Дорогобужі мали б бути закладені монастир і зведена церква на місці сучасної. Свідчення цьому віднайшов у ХІХ ст. Орест Фотинський, виявивши у мурах церкви кладку з давньоруської плінфи, імовірно, ХІ ст. Ця знахідка була підтверджена у 1980-х роках при обстеженні церкви. Напевно, церква була зруйнована 1241 при переході через Волинь орд монгольського хана Батия чи покинута внаслідок повного винищення міст, населення. Дорогобуж 1230 потрапив до Луцького князівства, занепав, а з падінням Галицько-Волинського князівства 1371 став власністю князів Острозьких як село. Лише 20 грудня 1514 Костянтин Острозький отримав привілей Сигізмунда I Старого на закладення замку у Дорогобужі і надання міського права. Це була подяка короля за перемогу під Оршею. У привілеї Дорогобуж надавався Острозькому з « монастирем Virginis Mariae (Пречистої Богородиці»

### Монастир
Не збереглось жодних даних про те, коли була зруйнована церква і чи вона відбудовувалась. В усіх цегляних мурах церкви збереглись вимурувані з плінфи великі ділянки стін, крім північної, де плінфа відсутня. Це може бути доказом як того, що на XVI ст. храм стояв зруйнованим, можливо, збереженим лише на рівні нижніх ділянок мурів, так і того, що стан стін давнього храму був аварійним, потребуючи ґрунтовної перебудови. Будівлі монастиря з двох сторін були прибудовані до нової Успенської церкви. Відомий запис 1545 у Литовській метриці про те, що з пожалування луцького єпископа Теодосія монастир Святого Спаса у Доробужі тримає архімандрит. Після смерті Костянтина Острозького, Іллі Острозького (1539) Дорогобуж дістався Костянтину Василю Острозькому. Наступна згадка монастиря походить з 17 листопада 1561, коли архімандрит Нектарій скаржився на підданих Беати Костелецької, вдови Іллі Острозького, які напали на монастир. У серпні 1565 архімандрит Тимофій виступив у суді як дорогобужський староста. Іван Мнишинський 1570, Іван Чаплич Шпановський 1571, Єрофія Гостецька 1581 для мирного залагодження конфліктів без подання позовів до суду обирали монастир для зустрічей з іншою стороною суперечки. Збереглись тогочасні документи, що міщани інших поселень, зокрема, Рівного їздили до монастиря на богослужіння у церкві. Князь Костянтин Василь Острозький 1580 позичав у свого сина Константина, його дружини Олександри з Тишкевичів по 6.000 кіп литовських грошів (15.000 злотих, надавши у заставу на 3 роки Дорогочин з усіма маєтностями. Після смерті 1588 Константина Олексадра Тишкевич вийшла заміж за снятинського старосту Миколу Язловецького і незабаром віддала Дорогобуж у оренду Криштофу Лодзинському, якого вже 1593 позивав до суду архімандрит Феофан Бабацький за неодноразові напади на монастирські володіння. Через борг Олександри Тишкевич у 2.598 золотих Костянтин Василь Острозький через суд 12 травня 1594 повернув монастир з селами у своє володіння. 1598 Острозький силою забрав Дорогобуж в Лодзинського.
Після поділі маєтків 1603 Дорогобуж відійшов у володіння волинського воєводи Олександра Острозького, який незабаром помер. 1617 за володіння Дорогобужем боролись вдова Олександра Анна і сином Янушем. 2 лютого 1619 князь передав київському хорунжому Гаврилу Гойському на 3 роки за 30.000 золотих у володіння місто і монастир, залишаючи за собою право патронату над ним. Після смерті князя розпочалась нова боротьба за місто поміж вдовою Анною Острозькою з Косток і краківським каштеляном Янушем Острозьким, який утримував місто, називаючи себе опікуном племінниць. За наказом Анни 30 серпня 1619 козак і гайдуки захопили місто. Вже 1621 ділили поміж собою три доньки Олександра Острозького Дорогобуж, котрий дістався Катерині, одруженій з Томашем Замойським. Разом з тим місто, монастир перебували у заставі Гаврила Гойського, який відмовлявся до лютого 1625 продати заставну Замойським, які випробовували усі засоби впливу. Зрештою 6 червня 1625 його спадкоємець Роман Гойський за 30.000 золотих передав Дорогобуж і монастир у заставне володіння Томаша Замойського. На лютий 1653 Дорогобуж був у володінні підданого Яна Замойського, сина Томаша і Катерини. На той час Дорогобуж, монастир занепали, втративши значення для сім'ї власників. Ще 1644 митрополит Київський Петро Могила, говорячи про занепад унійних монастирів, наводив Дорогобужський монастир, де перебували архімандрит і один послушник.
На серпень 1617 помер православний архімандрит монастиря Лука Сербин, а у травні 1622 згадується унійний архімандрит Єремія Лисятицький. Приналежність попереднього архімандрита Геласія Русовського невідома. Імовірно, перехід монастиря здійснили за Януша Острозького чи Анни Острозької з Косток. Василіянин Єремія Лисятицький 1622 мав конфлікт з орендарем монастирського села Дроздів православним шляхтичем Олександром Соколдським, який посилав підданих для нападу на нього. Схожі конфлікти були 1627—1628 у архімандрита з орендарем Монастирців Мрочеком.
При усіх цих конфліктах більшу увагу ніж монастирю надавали належних йому маєтностям, зокрема, у першу чергу селам Іллін, Дроздів, Монастирне. Соколдський отримав село Дроздів у заставу від Катерини Пац, яка у свою чергу внаслідок позики її покійним чоловіком 3000 золотих Костянтину Олександровичу Острозькому. Соколдський без спротиву передав село Томашу Замойському, який мав конфлікти з сусідами за монастирські землі. Достовірно невідомо скільки ченців перебувало до кінця століття у монастирі. Він був згаданий 1659 як василіанський при підтвердженні статей Гадяцького договору.
Монастир функціонував на початку ХІХ ст. Після заборони у Російській імперії чину василіан монастир був зачинений, а Успенська церква стала парафіяльною. Після цього волинський єпархіальний архітектор Михаловський 1840 оглянув церкву, яка вимагала ремонту, зокрема пошкоджене перекриття. Він розробив проект перебудови церкви, зокрема для усунення слідів УГКЦ, що виконали до 1853. Гонтове покриття дахів 1875 замінили на бляшане. Залишки монастирських будівель 1908 розібрали, використавши будівельний матеріал для будівництва огорожі, ремонту церкви. Наступний провели 1936.

### Архімандрити дорогобузькі
- Нектарій. Згадано 17 листопада 1561
- Тимофій. Намісник дорогобужський. До 30 березня 1570
- Дионісій Ралі (Дионисій Палеолог). 23 грудня 1583 — 2 червня 1586. За припущенням наприкінці 1585 висвячено у Константинополі на єпископа Тирново. З наказу патріарха з травня 1591 по лютий 1592 перебував у Москві.
- Феофан Бабицький. 19 червня 1593
- Євфрасей. 12 травня 1594
- Тимофій. Був учасником Берестейського православного церковного собору. 6 жовтня 1596
- Лука Сербин (Албанчик). Білгородський митрополит. Прибув до України для отримання пожертв і залишився при дворі Василя Костянтина Острозького, який поставив його архімандритом Дорогобузькогго монастиря, віддавши під його юрисдикцію священиків Острогу. 1603—1617
- Геласій Русовський. 2 липня 1618 — 1 березня 1621
- Єремія Лисятицький. Архімандрит Дрогобузький і Перемильський. 20 травня 1622 — 29 липня 1629
- Никифор Зараєвський. 14 січня 1647 — 7 жовтня 1651
- Йосип Бабинський. Станом на 1677 — 1678.
- Ігнатій Улінський. Станом на 1760.[5]

### Церква
У 1577 чи 1582 церква була капітально перебудована чи збудована на старовинній основі. Перша дата ґрунтується на записі поновлення благодатної ікони Богоматері. Перед тим брацлавський каштелян Василь Загоровський пожертвував монастиреві 5 кіп грошей. Аналогічну дарчу на 5 кіп литовських грошів надав 21 червня 1576 волинський воєвода, луцький староста князь Богуш Корецький.
Фундатором відновлення церкви вважають київського воєводу, волинського маршалка і старосту, князя Костянтина Василя Острозького, власника Дорогобужа. Він записав на сторінці свого рукописного Євангелія 1580 про пожертвування монастиреві сіл Іллін, Дроздів, Монастирне, ряд дозволів на отримання прибутків з мит, варення меду тощо За легендою 1786 церкву докорінно перебудували василіани задля надання рис католицького храму.
До фасаду церкви прибудували 1950 дерев'яну дзвіницю, але вже 1961 в ході хрущовської антирелігійної компанії церковну громаду зняли з обліку, а церкву перетворили на клуб. Церкву дослідили 1982, виявивши первісні елементи будівлі. За даними досліджень припустили, що первісна церква була одноапсидною чотирьохстовпною орієнтованою по осі захід—схід. На основі її фундаменів з частковим використанням стін збудували нову прямокутну однонавну церкву орієнтовану по осі північ—південь. Пізніше до неї добудували вівтарну частину, посилену двома контрфорсами. Проект реставрації передбачав експонування елементів первісного давньоруського храму, протрасування його фундаментів, будівництво вільностоячої дзвіниці. Початок відновлення церкви прийшовся на передачу церкви віруючим, котрі провели реставрацію із збереженням дерев'яної дзвіниці перед фасадом.

## Успенська церква
Однонефова однокупольна церква має форму прямокутника. По периметру церкви збережена кладка з давньоруської плінфи розміром 52,8×57,2×5,5 см на цем'янковому розчині, яка фрагментарно застосована у східному мурі і відсутня у пізніше збудованому північному.
У церкві вимуровано чотири пристінні пілони, що виступають до 1/3 ширини нефу, ділячи її на три вузькі прямокутні частини з вузьким центральним об'ємом. Пілони також служать опорами підпружним аркам, на яких спочиває високий восьмигранний барабан і у який переходять скошені внутрішні грані пілонів. На барабані спочиває купольне склепіння. Вузькі об'єми притвору, північна частина нефу перекриті хрестовими склепіннями. Вівтарна частина півциркульним склепінням.
Нову церкву з невідомих причин будували поперек старої. На фасадній стіні старої заклали західний мур нової, а на бічних стінах фасадну і тильну стіни нефу, довжина якої виявилась рівною ширині старого храму. Лише східна стіна нової церкви була зведена на новому місці, через що тильна стіна, апсида старої церкви опинились за межами нової. Великі пілони приблизно були збудовані на місці підкупольних стовпів давньоруського храму. Згодом поза межами старого храму добудували більш широкий об'єм пресбітерію, а у колишній північній (тильній) стіні нової церкви пробили три архаїчні проходи до нього, що відповідають прилеглим воротам іконостасу.